# بريت بودين
بريت بودين (بالإنجليزية: Brett Bodine)‏ هو مالك فريق ناسكار ‏ أمريكي، ولد في 11 يناير 1959 في تشيمونغ في الولايات المتحدة.

## وصلات خارجية
- الموقع الرسمي
- بريت بودين على موقع Racing-Reference.info (الإنجليزية)